# سيد إسماعيل
سيد إسماعيل (1928 - 11 يناير 2006) هو مغني وملحن مصري.

## حياته ونشاته ومسيرتها
ولد في قريه البيروم بمركز قاقوس بمحافظة الشرقية عام 1928، كان يعشق الغناء والموسيقى منذ الصغر وحاول إقناع والده بالسماح له بدراسة الموسيقى ولكن دون جدوى إلى أن تمكن شقيقه الأكبر من تحقيق حلمه، حيث سافر الي القاهرة وكانت بداية مشواره الفني، درس العلوم الموسيقية بمعهد الفنون المسرحية تزوج من المغنية عايدة الشاعر وأنجب منها ابنتهما الوحيدة رندا، وأنشأ مع زوجته شركة رندافون للموسيقي، توفي 11 يناير 2006.

## أعماله
أنشا ما يقرب من 200 أغنية ومن أهم الاعمال:
شارك الغناء في بعض الافلام السينمائية ومنهم فيلم الصقر و غنى يا صحرا المهندس جاي لبيرم التونسي والحان أحمد صدقي وإخراج صلاح أبو سيف في سنة 1950 – وشارك الغناء في فيلم أبن النيل والام القاتلة وعنتر ابن شداد والارض الطيبة والشك القاتل والدنيا لما تضحك وبنت الجيران وقيس وليلى ونداء العشاق وأمير الانتقام وابو عيون جريئة وغيرهم من الافلام السينمائية و التي شارك بها بالغناء بالصوت فقط وأيضا بعض الأفلام بالصوت وغنى سيد اسماعيل مجموعه كبيره من الاغنيات ومنهم الله يجازى الليل فكرني بالأحباب - يا جاي من مصر هاتلى من ترابها حجاب من كلمات عبد الفتاح مصطفى وألحان أحمد صدقى - وأبو رمش جرىء من الحانه والكلمات لمحمد حمزة سبحانك يا رب الكون اتكالي عليك والأمر كله إليك يا رب يا رب سبحانك كلمات كمال منصور وألحان عبد الرؤوف عيسى غنوة سنباط بصوت سيد إسماعيل مع المغنية سعاد مكاوي في مقدمة التتر لفيلم نداء العشاق 
- حبيت بلدي،
- عشان بلدي،
- أنا عاوزك تكبر يا ولدي،
- الأرض أرضنا،
- يا ورد نادي.
- لا تقل لى ضاع حبى من يدى ، أين حبى ، أشواق
- عيد البشاير
- سبحانه أتوسل ـ
- الحلو اهو فات ولا كلمني
- الحلوه شغلتنى
- إمتى العزال كانوا حبايب
- يا عيون اللى بحبه يا أجمل عسليه
- يا غرام الماضى يا غرام
- يا صبيه يا ام الدقه
- يا قلبي ارتاح
- من الأغانى الوطنية بلادى أرضها جنة
- يافرحه غاليه مالها حدود
- من أغانى الحج --- بشاير من الحبيب هلة

## أعماله الغنائية
فيلموجرافيا: سيد إسماعيل - تمثيل
تمثيل موسيقى
تمثيل (17)
كنت فين يا علي
1992 - مسرحية
ولا يزال الحب مستمرا
1992 - مسلسل
خدعتني امرأة
1979 - فيلم
العقل والمال
1965 - فيلم
غناء
طريق الأبطال
1961 - فيلم
عنتر بن شداد
1961 - فيلم
ملاك وشيطان
1960 - فيلم
مطرب الخماره
نداء العشاق
1960 - فيلم
غناء
أبو عيون جريئة
1958 - فيلم
المطرب
أحبك يا حسن
1958 - فيلم
المغني
ارحم دموعي
1954 - فيلم
غناء
الدنيا لما تضحك
1953 - فيلم
غناء
الأم القاتلة
1952 - فيلم
صورة الزفاف
1952 - فيلم
مغني البسبوسة
أنا بنت ناس
1951 - فيلم
غناء
الصقر
1950 - فيلم
غناء
عنترة
0 - مسرحية
غناء
موسيقى (13)
الكاشي ماشي (المضيفات الثلاثة)
2000 - فيلم
ألحان أغنية (المضيفات)
كلام في الحب
2000 - مسلسل - اذاعي
الموسيق
شياطين الشرطة
1992 - فيلم
ألحان وموسيقى تصويرية
بائعة الشاي
1991 - فيلم
موسيقى تصويرية
ينابيع النهر
1986 - مسلسل
ألحان وموسيقى تصويرية
الراجل ده حيجنني
1967 - فيلم
موسيقى الرقصة
حكاية غرام
1962 - فيلم
الألحان
عنتر بن شداد
1961 - فيلم
تلحين الموال
ارحم دموعي
1954 - فيلم
غناء
أنا بنت ناس
1951 - فيلم
غناء
أمير الانتقام
1950 - فيلم
غناء أغنية"على دمياط"
أفراح رمضان
0 - أوبرا
الألحان
أنا وأمي والطريق
0 - مسلسل - اذاعي
ألحان وموسيقى تصويرية